# 21467 Rosenstein
21467 Rosenstein este un asteroid din centura principală de asteroizi.

## Descriere
21467 Rosenstein este un asteroid din centura principală de asteroizi. A fost descoperit pe 21 aprilie 1998 la Socorro, New Mexico, în cadrul proiectului LINEAR. Asteroidul prezintă o orbită caracterizată de o semiaxă mare de 2,40 ua, o excentricitate de 0,06 și o înclinație de 7,3° în raport cu ecliptica.